# Şerif Gören
Şerif Gören (Xanthi, 14 ottobre 1944 – Istanbul, 8 dicembre 2024) è stato un regista e sceneggiatore turco.
Nel 1982 il suo film Yol vinse la Palma d'oro al Festival di Cannes.